# Allamanda laevis
Allamanda laevis är en oleanderväxtart som beskrevs av Markgraf. Allamanda laevis ingår i släktet Allamanda och familjen oleanderväxter. Inga underarter finns listade i Catalogue of Life.